# Kristal Tin
Kristal Tin (Chino: 田蕊妮, n. 28 de septiembre de 1977) es una actriz y cantante hongkonesa. Su carrera artística comenzó a partir de 1995, debutó como actriz de televisión participando primeramente en varias series de televisión, más adelante a partir del 2000 debuta como actriz de cine participando en varias películas producidas en Hong Kong. Actualmente está casada con el actor Chapman To.

## Filmografía

### TV series
| Año  | Título                          | Personaje               | Canal   | Notas |
| ---- | ------------------------------- | ----------------------- | ------- | --- |
| 1995 | I Have a Date with Spring       | Fei Fei                 | ATV     | |
| 1995 | Justice Pao Ji Dip Ying Wei Hun |                         | ATV     | |
| 1996 | The Folk Tales                  |                         | ATV     | |
| 1996 | Jan Sheung                      |                         | ATV     | |
| 1996 | The Coma                        | Seung Fo                | ATV     | |
| 1997 | Coincidentally                  |                         | ATV     | |
| 1997 | 等著你回來                      | Ho Dai Bo               | ATV     | |
| 1998 | Thou Shalt Not Cheat            |                         | ATV     | |
| 1998 | Flaming Brothers                | Cat                     | ATV     | |
| 1998 | The Heroine of the Yangs        | Yeung Man Gwong         | ATV     | |
| 1999 | The Mad Phoenix                 |                         | ATV     | |
| 2000 | Legend - A Dream Named Desire   | Suen Lam Lam            | ATV     | |
| 2000 | Battlefield Network             | Nga Mei Yi              | ATV     | |
| 2000 | Divine Retribution              | Kei Siu Gwan            | ATV     | |
| 2000 | Hong Kong Yan Ga Yan            |                         | ATV     | |
| 2001 | To Where He Belongs             | Leui Ting               | ATV     | |
| 2001 | Su Dong Po                      | Sing Ping Gwan Jyu      | ATV     | |
| 2001 | 非常好警                        | Lily                    | ATV     | |
| 2002 | Son from the Past               |                         | ATV     | |
| 2002 | No. 8 Bus                       | Sam Git Jing            | ATV     | |
| 2002 | Cheung Gung Fu Chai             | Ling Mun Yuet           | ATV     | |
| 2003 | Light of Million Hope           | Ko Gwai                 | ATV     | |
| 2003 | 子是故人來                      | Luk Yu Yan              | ATV     | |
| 2007 | Return Home                     | A Juan                  | ATV     | |
| 2007 | Phoenix Rising                  | Kong Lai Nga            | TVB     | Warehoused and broadcast in 2008 |
| 2008 | Love Exchange                   | Ching Ngo Yee (Jackie)  | TVB     | Nominated – TVB Award for Best Supporting Actress (Top 10) |
| 2008 | The Four                        | Kuk Yin Hung            | TVB     | |
| 2009 | In the Chamber of Bliss         | Bak Sze-Ting            | TVB     | |
| 2009 | ICAC Investigators 2009         | Lam Bui Kei             | TVB     | ep. 1 |
| 2009 | Beyond the Realm of Conscience  | Kong Choi King          | TVB     | |
| 2010 | Some Day                        | Lam Jing-ling           | TVB     | |
| 2010 | Every Move You Make             | Yip Chin-ting (Phoenix) | TVB     | |
| 2011 | Only You                        | Phoebe Szeto            | TVB     | |
| 2011 | Be Home for Dinner              | Sum Bui Yee             | TVB     | Nominated — TVB Anniversary Award for Best Actress (Top 15) Nominated — TVB Anniversary Award for My Favourite Female Character (Top 15)                                                                |
| 2011 | The Other Truth                 | Lee Miu-yee             | TVB     | |
| 2012 | No Good Either Way              | Ling                    | TVB     | |
| 2012 | The King Makers                 | Yim Sam-leung           | TVB     | Nominated — TVB Anniversary Award for My Favourite Female Character (Top 10) |
| 2013 | The Song of Desert              | Hong Gu                 | HunanTV | |
| 2013 | Brother's Keeper                | Yiu Man-ying            | TVB     | Best Leading Actress in TVB 46th Anniversary Gala Popularity Vote TVB Award for Best Actress Won — TVB Anniversary Award for Best Actress Won — TVB Anniversary Award for My Favourite Female Character |
| 2013 | Return of the Silver Tongue     | Chen Jan-jan            | TVB     | Performs theme song with Fred Cheng – "兩句" (Two Sentences) |
| 2014 | Black Heart White Soul          | Tam Mei-ching           | TVB     | |
| TBA  | Under the Veil                  |                         | TVB     | |
| TBA  | Ghost of Relativity             | Ng Mei-lam              | TVB     | In-filming |

### Películas
| Año  | Título                          | Personaje                | Notas                                                        |
| ---- | ------------------------------- | ------------------------ | ------------------------------------------------------------ |
| 2000 | Queenie and King the Lovers     | Queenie                  |                                                              |
| 2000 | The Blood Rules                 | Bo                       |                                                              |
| 2000 | The Temptation of Office Ladies | Crystal                  |                                                              |
| 2000 | Hong Kong Pie                   | Sexy                     |                                                              |
| 2000 | Clean My Name, Mr. Coroner!     | Bobo Lam                 |                                                              |
| 2001 | Strangers Meet on the Way       |                          |                                                              |
| 2001 | La Brassiere                    | ballroom mánager         |                                                              |
| 2001 | Let's Sing Along                | Kika Kwok                |                                                              |
| 2002 | Possessed                       | Bobo                     | aka Demon Possession                                         |
| 2002 | Ghost Office                    | Amanda                   |                                                              |
| 2002 | Golden Chicken                  | Madam A                  |                                                              |
| 2003 | 1:99 Shorts                     |                          | aka 1:99 Short Film Series                                   |
| 2003 | Looking for Mister Perfect      | Mrs. Chan                | aka Looking for Mr. Perfect                                  |
| 2003 | Golden Chicken 2                | Madam A                  |                                                              |
| 2004 | Three of a Kind                 | Victoria                 |                                                              |
| 2004 | My Sweetie                      | Little Chin              |                                                              |
| 2005 | Crazy n' the City               | Madam Wu                 |                                                              |
| 2005 | Slim till Dead                  | Sisi                     |                                                              |
| 2005 | It Had to Be You!               | Lisa                     |                                                              |
| 2005 | Wait 'til You're Older          | policewoman              |                                                              |
| 2006 | Super Kid                       |                          | aka Superkid                                                 |
| 2006 | My Mother is a Belly Dancer     | Mrs. Wong                | Nominated – Hong Kong Film Award for Best Supporting Actress |
| 2007 | Dancing Lion                    |                          |                                                              |
| 2007 | Trivial Matters                 | Professor Chan's wife    |                                                              |
| 2008 | Chaos                           | Ling                     |                                                              |
| 2008 | A Decade of Love                |                          |                                                              |
| 2009 | Look for a Star                 | socialite at party       | aka Looking for a Star                                       |
| 2009 | Split Second Murders            | Insurance Agent's Client | Guest star                                                   |
| 2010 | All's Well, Ends Well 2010      | The Empress              |                                                              |
| 2011 | Hong Kong Ghost Stories         | Miss Kong                |                                                              |
| 2012 | All's Well, Ends Well 2012      |                          |                                                              |
| 2012 | Love in the Buff                |                          |                                                              |
| 2012 | Vulgaria                        |                          |                                                              |

### Como presentadora de televisión
| Año  | Título                    | Programas                              | Canal | Notas                                                           |
| ---- | ------------------------- | -------------------------------------- | ----- | --------------------------------------------------------------- |
| 2010 | The Voice 2               | Reality show style singing competition | TVB   | Co-hosting with Sammy Leung Nominated - TVB Award for Best Host |
| 2010 | New Talent Singing Awards | Reality show style singing competition | TVB   |                                                                 |
| 2011 | Deja Love                 | Romance game show                      | TVB   | Co-hosting with Margie Tsang                                    |